# 左
 (octobre 2016).
Améliorez-le ou discutez des points à vérifier. 
左 ([la] gauche)  est un kanji composé de 5 traits et fondé sur 工. Il fait partie des kyôiku kanji de 1re année.
Il se lit サ (sa) ou シャ (sha) en lecture on et ひだり (hidari) en lecture kun.

## Dérivé
L'hiragana さ provient, via les man'yōgana, du kanji 左.